# Église Saint-Martin de Harnes
L'église Saint-Martin est l'église catholique principale de la ville de Harnes dans le Pas-de-Calais. Elle dépend de la paroisse Saint-Joseph-en-Haute-Deûle du diocèse d'Arras.

## Histoire et description

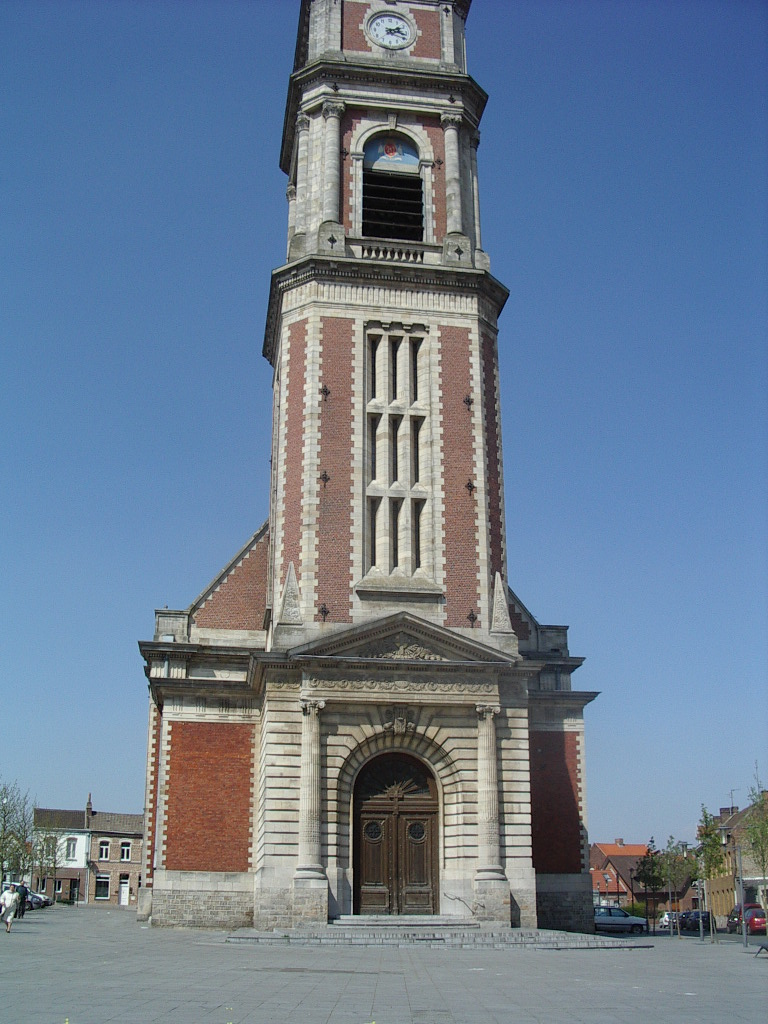
Façade et clocher de l'église.

Une première chapelle est construite du temps de l'évangélisation de la région par saint Martin au IVe siècle. Détruite par les Invasions barbares, elle est remplacée par une petite église au Haut Moyen Âge. Un nouveau chœur et un clocher sont bâtis en 1474. L'église étant fort délabrée, une nouvelle église est bâtie à partir de 1777. Elle est fermée par les révolutionnaires en 1791 et transformée en salpêtrière. Un télégraphe aérien est installé plus tard au haut de la tour. L'église est rendue au culte après le concordat.
L'église Saint-Martin est démolie sous les obus en 1917. La première pierre de la nouvelle église - copie de la précédente - est bénie en 1923 et celle-ci est consacrée en 1929 par Mgr Julien, évêque d'Arras.
L'église de briques à encorbellements de pierre est de style néo-classique. Son portail est surmonté d'un fronton triangulaire à la grecque. La tour-clocher en façade comprend quatre ordres et mesure 52 mètres de hauteur,. Elle est surmontée d'une terrasse à balustrade, balustrade que l'on retrouve sous les deux pans du toit d'ardoises, scandée aussi de pots à feu. Les côtés de l'église sont éclairés de six hautes fenêtres. L'église présente un vaisseau sans transept, flanqué de bas-côtés et terminé par une abside semi-circulaire.

## Notes et références

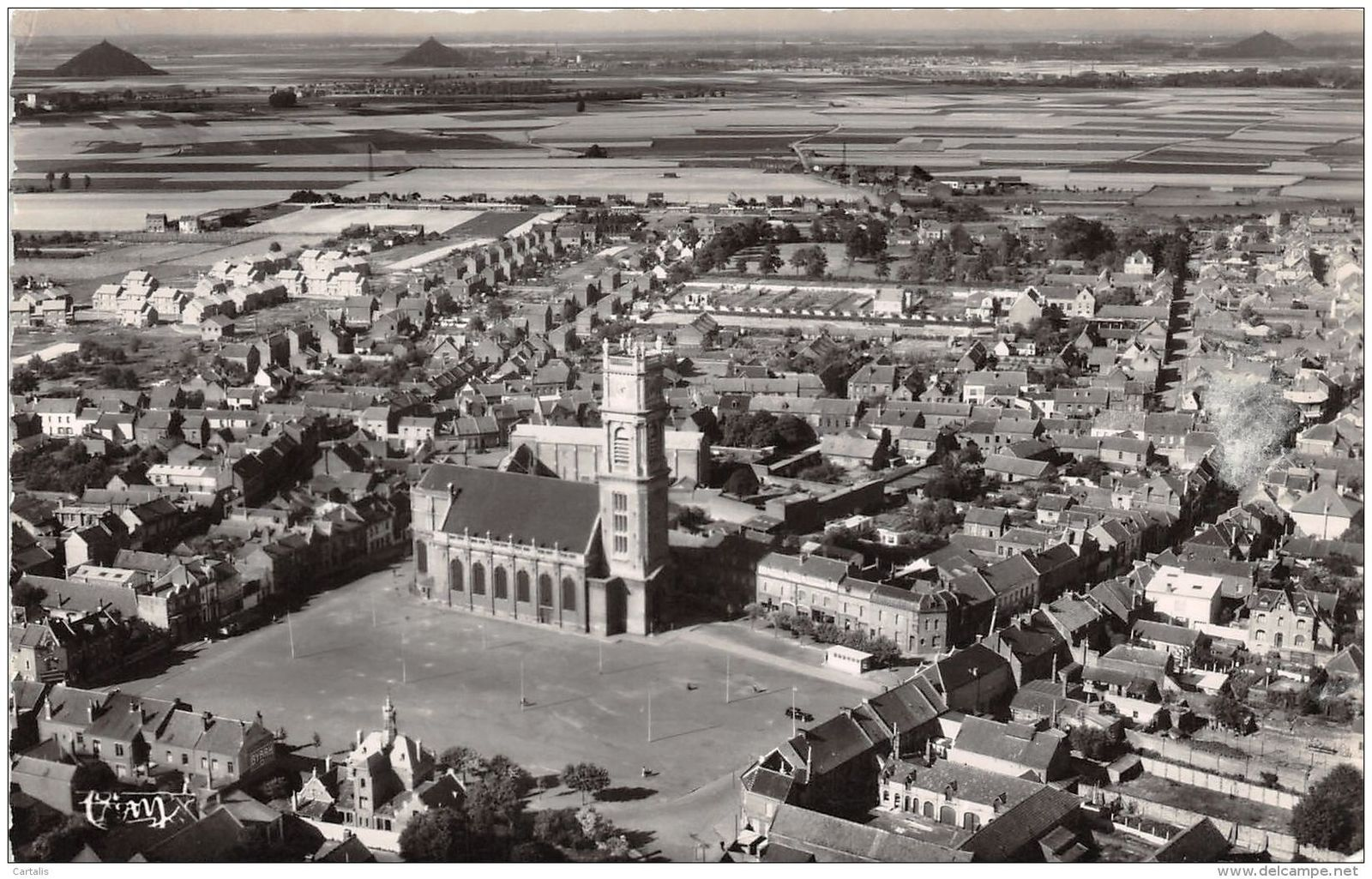
L'église Saint-Martin en plein centre de la ville (fin des années 1930)